# Estadio de la Victoria
L'antic Estadio de la Victoria va ser l'estadi on va disputar els seus partits com a local el Real Jaén CF entre els anys 1944 i 2001.
Es va inaugurar el 29 d'octubre de 1944, quan el Real Jaén CF encara era conegut com a Olímpica Jiennense. L'equip militava aleshores a Tercera Divisió, i a aquesta categoria va correspondre el partit inaugural, que va enfrontar l'equip de Jaén contra l'Algeciras CF i que va acabar amb empat a 2 gols.
Per les seves reduïdes dimensions i la proximitat de les graderies, durant molt temps La Victòria va ser un fortí per al Real Jaén CF, ja que els equips que acudien a enfrontar-s'hi es veien tenallats per l'afició local o no podien jugar bé en un camp d'aquestes dimensions.
Per la seva localització al centre de la ciutat, eren molts els aficionats que veien el partit no des de l'estadi, sinó des d'edificis adjacents, especialment des del terrat del Col·legi El Almadén i des dels passadissos de l'Escola Politècnica Superior, les finestres de la qual donaven a La Victoria.
En aquest estadi, el Real Jaén CF va disputar partits en les quatre màximes categories del futbol espanyol: Primera Divisió, Segona Divisió, Segona B i Tercera Divisió.
L'últim partit disputat a La Victoria va ser el corresponent a l'última jornada de la lliga 2000/01 a Segona divisió, celebrat el 17 de juny de 2001, que va enfrontar el Real Jaén CF i el Reial Betis Balompié i que va concloure amb un resultat de 0-2, amb dos gols de Gastón Casas, la qual cosa va suposar l'ascens del Betis a primera divisió. L'últim esdeveniment que va acollir va ser un concert de Julio Iglesias l'agost de 2001, després del qual l'estadi va quedar tancat fins a la seva demolició.
Va ser reemplaçat per l'actual Estadi de la Victòria el 2 de setembre de 2001, i es va demolir gairebé 4 anys més tard, a l'abril de 2005, juntament amb l'Escola Politècnica Superior de Jaén. Actualment, a la seva localització es troba un edifici d'El Corte Inglés i un parc públic.